# Thunnus atlanticus
Il tonno pinna nera (Regolamento (UE) 2017-2107) (Thunnus atlanticus Lesson, 1831) è un pesce osseo marino della famiglia Scombridae.

## Descrizione
Questo piccolo tonno ha un aspetto simile a quello delle altre specie del genere, fusiforme con peduncolo caudale sottile e testa appuntita. In questa specie le pinne pettorali sono piuttosto lunghe e raggiungono la seconda pinna dorsale. Il carattere più certo per il riconoscimento di Th. atlanticus è costituito dal numero delle branchiospine, che è il più basso fra tutti i Thunnus dell'Oceano Atlantico. La colorazione, come negli altri tonni, è blu scuro-nera sul dorso e argentea sul ventre. In Th. atlanticus però è presente anche una larga fascia bronzea o dorata sui fianchi, che scompare o si attenua fortemente dopo la morte dell'animale. Sul ventre sono spesso presenti file verticali di macchie chiare indistinte. Le pinnule dorsali sono color bronzeo, opache, con margine bianco, quelle ventrali di solito sono grigio uniforme. L'assenza di giallo nelle pinnule del pesce vivo (dopo la morte possono prendere un colore giallastro) è un ottimo carattere di riconoscimento rispetto agli altri membri del genere. È un tonno di piccola taglia: la lunghezza massima supera di poco il metro per un peso di circa 20 kg. La taglia media si aggira sui 70 cm.

## Distribuzione e habitat
Questa specie è una delle specie di tonno con l'areale più ristretto, è infatti endemico dell'Atlantico occidentale nelle aree tropicali e subtropicali fino a quelle temperate in cui migra in estate. Si incontra dal Massachusetts al sud del Brasile ed è comune ovunque, particolarmente nel mar dei Caraibi e nella fascia tropicale. È un pesce pelagico costiero che frequenta scogliere, baie e può essere trovato anche al largo. Non popola acque a temperatura inferiore a 20 °C.

## Biologia
Specie gregaria, forma banchi di grandi dimensioni, spesso assieme al tonnetto striato.

### Alimentazione
Come tutti i tonni Th. atlanticus è un predatore. Cattura pesci, sia di superficie che di profondità, cefalopodi e crostacei sia allo stadio adulto che di larva.

### Riproduzione
Avviene nella stagione calda (da aprile a novembre in Florida, da giugno a settembre nel golfo del Messico). Effettua imponenti migrazioni per la riproduzione.

## Pesca
Questa specie ha una buona importanza per la pesca commerciale delle regioni caraibiche ed è anche oggetto di pesca sportiva specie in Florida e nelle isole Bahamas. Viene catturata a traina e con i palamiti. La più grande industria peschereccia basata su questa specie si trova nel sud di Cuba. Curiosamente, sebbene le popolazioni siano composte al 50% da maschi e femmine, vengono pescati molti più esemplari maschili che, talvolta, possono costituire l'ottanta per cento del pescato.

## Conservazione
Questa specie ha popolazioni stabili e non mostra segni di sovrapesca e per questo viene classificata dalla IUCN come in pericolo minimo di estinzione.